# Odontomachus opaciventris
Odontomachus opaciventris är en myrart som beskrevs av Auguste-Henri Forel 1899. Odontomachus opaciventris ingår i släktet Odontomachus och familjen myror. Inga underarter finns listade i Catalogue of Life.